# B. Andrei Bernevig
Bogdan Andrei Bernevig (Bucarest, 1978) es un físico y educador rumano. Se desempeña como profesor de física de materia condensada cuántica en la Universidad de Princeton y recibió la beca Guggenheim en 2017.

## Biografía
Participó siendo adolescente en la Olimpíada de Física de Bucarest de 1994 a 1997 (y ganó medallas internacionales de oro y plata). En 2001 obtuvo una licenciatura en física y una maestría en matemáticas, ambas en la Universidad de Stanford. Recibió su doctorado en la Universidad de Stanford con Shoucheng Zhang. Como becario postdoctoral llegó al Centro de Física Teórica de la Universidad de Princeton, donde fue nombrado profesor asistente en 2009 y profesor asociado en 2014.
Se ocupa de la aplicación de la topología en la física del estado sólido, por ejemplo en el efecto Hall cuántico fraccionario, y de nuevos materiales topológicos (aislantes topológicos, superconductores topológicos) y del transporte de espín o espintrónica. También se ocupa de superconductores ferrosos de alta temperatura y predice el emparejamiento de ondas S allí.

### Premios y honores
En 2016 recibió el Breakthrough Prize in Fundamental Physics. En 2014 recibió el Premio Sackler. En 2017 recibió una beca Guggenheim y, en 2018, una cátedra Alexander von Humboldt. En 2019 recibió el Premio James C. McGroddy de Nuevos Materiales de la Sociedad Estadounidense de Física. Fue nombrado miembro de la Sociedad Estadounidense de Física en 2022 "por sus amplias y significativas contribuciones al descubrimiento y la comprensión de nuevas fases cuánticas topológicas".

## Publicaciones seleccionadas
Fuente:
- Koralek, J. D.; Weber, C. P.; Orenstein, J.; Bernevig, B. A.; Zhang, Shou-Cheng; Mack, S.; Awschalom, D. D. (2009). «Emergence of the persistent spin helix in semiconductor quantum wells». Nature 458 (7238): 610-613. Bibcode:2009Natur.458..610K. ISSN 0028-0836. PMID 19340077. arXiv:0903.4709. doi:10.1038/nature07871.
- Bernevig, B. Andrei; Hughes, Taylor L.; Zhang, Shou-Cheng (15 de diciembre de 2006). «Quantum Spin Hall Effect and Topological Phase Transition in HgTe Quantum Wells». Science 314 (5806): 1757-1761. Bibcode:2006Sci...314.1757B. ISSN 0036-8075. PMID 17170299. arXiv:cond-mat/0611399. doi:10.1126/science.1133734.
- Bernevig, B. Andrei; Haldane, F. D. M. (19 de junio de 2008). «Model Fractional Quantum Hall States and Jack Polynomials». Physical Review Letters 100 (24): 246802. Bibcode:2008PhRvL.100x6802B. ISSN 0031-9007. PMID 18643608. arXiv:0707.3637. doi:10.1103/physrevlett.100.246802.
- Bernevig, B. Andrei; Orenstein, J.; Zhang, Shou-Cheng (4 de diciembre de 2006). «Exact SU(2) Symmetry and Persistent Spin Helix in a Spin-Orbit Coupled System». Physical Review Letters 97 (23): 236601. Bibcode:2006PhRvL..97w6601B. ISSN 0031-9007. PMID 17280220. arXiv:cond-mat/0606196. doi:10.1103/physrevlett.97.236601.
- B. A. Bernevig and S.-C. Zhang, Quantum Spin Hall Effect Phys. Rev. Lett. 96, 106802 (2006)
- Seo, Kangjun; Bernevig, B. Andrei; Hu, Jiangping (14 de noviembre de 2008). «Pairing Symmetry in a Two-Orbital Exchange Coupling Model of Oxypnictides». Physical Review Letters 101 (20): 206404. Bibcode:2008PhRvL.101t6404S. ISSN 0031-9007. PMID 19113362. arXiv:0805.2958. doi:10.1103/physrevlett.101.206404.
- Bernevig, B. A.; Giuliano, D.; Laughlin, R. B. (9 de abril de 2001). «Spinon Attraction in Spin-1/2Antiferromagnetic Chains». Physical Review Letters (American Physical Society (APS)) 86 (15): 3392-3395. Bibcode:2001PhRvL..86.3392B. ISSN 0031-9007. PMID 11327978. arXiv:cond-mat/0011069. doi:10.1103/physrevlett.86.3392.
- Parish, Meera M.; Hu, Jiangping; Bernevig, B. Andrei (23 de octubre de 2008). «Experimental consequences of thes-wavecos(kx)cos(ky)superconductivity in the iron pnictides». Physical Review B 78 (14): 144514. Bibcode:2008PhRvB..78n4514P. ISSN 1098-0121. arXiv:0807.4572. doi:10.1103/physrevb.78.144514.